# ナイロビ日本人学校
ナイロビ日本人学校 (Nairobi Japanese School, NJS) は、ケニアの首都ナイロビ近郊、ナイロビ州ランガタ (Lang'ata) にある日本人学校。収容可能な生徒数は135人とされているが、2011年での在籍生徒数は35人にとどまっている。

## 沿革
ナイロビでは、1967年から日本大使館を会場として、青年海外協力隊による補習授業が行われていた。これを拡充する形で、1970年5月9日に在ケニア日本国大使館附属日本人学校が、ハーリンガム (Hurlingham) 地区に設立され、1976年には、当時中学生として在籍していた生徒の作詞作曲による校歌が制定され、1983年には校章が制定された。1980年に現在の校舎が新築され、1981年から現校舎での授業が始まった。現校地は運動場9,000平方メートルを含め、敷地面積28,293平方メートルに、校舎1棟と体育館1棟が設けられている。1992年、当時の文部省から在外教育施設の認定を受け、校名がナイロビ日本人学校と改められた。
当地の治安はしばしば悪化することがあり、1995年には校長銃撃致死事件（後述）が発生し、2008年には暴動の影響で1週間の休校を余儀なくされた。
1999年には、高円宮憲仁親王と久子妃、2010年3月11日には皇太子徳仁親王（当時。令和時代の天皇）が学校を訪問している。

## 校長銃撃致死事件
学校がまだ夏休み中だった1995年8月16日、当時55歳で、1993年から着任していた校長が、学校の正門で強盗とみられる2人組に銃撃されて死亡する事件が発生した。
この時点までに海外の日本人学校の教員が殺害された事件は、1993年に南アフリカ共和国のヨハネスブルグ日本人学校の女性教員が旅行先で殺害された例しかなかった。校長の死は、公務災害と認定された。